# Sybil Christopher
Sybil Christopher, rodným jménem Sybil Williams, (27. března 1929 – 9. března 2013) byla velšská herečka.

## Život
Narodila se v jihovelšské vesnici Tylorstown a studovala na Londýnské akademii dramatických umění. Zde potkala herce Richarda Burtona, který rovněž pocházel z Walesu. V roce 1949 se vzali, měli spolu dvě dcery, ale v roce 1963 se manželství rozpadlo. V roce 1966 si vzala amerického herce Jordana Christophera, se kterým žila až do jeho smrti o třicet let později. V roce 1965 založila na Manhattanu noční klub Arthur, který navštěvovala řada slavných osobností, včetně zpěváka Rogera Daltreyho, spisovatele Trumana Capote, dramatika Tennessee Williamse a výtvarníka a režiséra Andyho Warhola. Rovněž založila divadlo New Theatre. Zemřela na Manhattanu ve věku 83 let.